# Repeterbarhet
Med repeterbarhet (eng. repeatability eller test-retest reliability) menas variationerna i mätresultatet när man upprepar en mätning inom en kort tid. Om man till exempel mäter längden av en person som inte står helt stilla med till exempel 10 sekunders mellanrum får man lite olika resultat beroende på ryggens hållning, huvudets position och trötthet hos mätaren. 
För att en mätning, till exempel ett test, ska vara tillförlitlig – reliabel – bör resultatet vara så stabilt som möjligt mellan olika provtillfällen.